# Le Gambit des étoiles
Pour les articles homonymes, voir Gambit.
Le Gambit des étoiles est un roman de science-fiction écrit par Gérard Klein et paru pour la première fois en 1958 aux éditions Hachette/Gallimard.

## Signification du titre
Le roman tire son titre d'un coup d'échecs, le « gambit ». Pour introduire son roman, Gérard Klein cite Pierre Mora qui explique dans Le Jeu des échecs : « Le gambit est un sacrifice intéressé et volontaire de pion, intervenant dans la phase initiale de la partie, soit dans le but d'en retirer un avantage de position ou une attaque, soit pour s'emparer de l'initiative des opérations ».
Le titre annonce deux des éléments qui seront présents tout au long du roman : les échecs et les étoiles, l'immensité de l'espace

## Résumé
Jerg Algan est un homme de trente-deux ans qui n'a jamais quitté la Terre presque abandonnée, qui vit à Dark « de métiers bizarres ». Il n'est absolument pas intéressé pour quitter la Vieille Planète et voyager dans la galaxie. Seulement, il rencontre sans le savoir un recruteur qui lui extorque une signature alors qu'il a consommé trop de zotl, cette drogue légale extraite de racines. Il se retrouve donc pionnier malgré lui et doit commencer un voyage de dix ans vers des planètes lointaines.
Dix années de sa vie, mais il sait que se seront alors écoulés mille ans sur Terre, le temps s'écoulant différemment pour ceux qui voyagent à la vitesse de la lumière et ceux qui restent sur une planète. Révolté par ces méthodes, il se fixe un objectif : il a dix ans, ou mille ans, pour détruire tout cela. Mais il ne sait pas encore ce qui l'attend, ne sait encore rien des mystérieuses citadelles noires, ne comprend pas encore pourquoi le zotl et les échiquiers sont si universels, ne sait pas qu'il n'est encore qu'un pion dans l'immense échiquier cosmique.